# Костарчук Юрій Вікторович
Костарчук Юрій Вікторович (16 липня 1946 — 08 квітня 2009, Чернігів) — український вчений-математик та політичний діяч, кандидат фізико-математичних наук, доцент. 
Впродовж більше ніж 20 років завідувач кафедри Вищої математики Чернігівського державного технологічного університету. 
Член Конгресу Українських Націоналістів (КУН), помічник Слави Стецько. Син математика Віктора Миколайовича Костарчука.